# The First Great Train Robbery
The First Great Train Robbery (en español: El primer gran asalto al tren o El gran robo al tren) es una película británica de criminales de 1978 dirigida por Michael Crichton y protagonizada por Sean Connery, Donald Sutherland y Lesley-Anne Down. 
La obra cinematográfica está basada en el libro The Great Train Robbery escrita por el mismo director y ambos están basados, aunque vagamente, en un hecho real.

## Argumento
Es el 1855. La guerra de Crimea entre Inglaterra y Francia contra Rusia está en pleno apogeo. Para pagar a las tropas inglesas que luchan en la guerra, un tren con 25 000 libras en oro deja Londres cada mes para darles su dinero de esa manera. Hasta entonces ningún tren fue robado en marcha y además el oro está muy bien protegido. Para llegar a él habría que coger cuatro llaves esenciales para abrir la caja fuerte en el tren, que están bien guardados en tres diferentes sitios. Eso y el hecho que habría que robarlo con el tren en marcha lo hace, según todos en esa época, una imposibilidad en robarlo.
El ladrón experto Edward Pierce, que tiene buenas relaciones con la Alta Sociedad de la época, oyendo la presunción arrogante de que es imposible hacerlo, decide demostrar lo contrario y decide por ello robar el dinero. Para ello recluta a Agar, otro ladrón y experto en copiar llaves. 
Luego, con su mujer Miriam y otros, utilizando todo tipo de maquinaciones, consigue copiar las llaves sin que nadie se entere. Luego roba el oro con Agar con el tren a plena marcha, haciéndose pasar por pasajero para ello y para luego abrir el vagón de la caja desde fuera del tren, haciendo para ello actos arriesgados, mientras que Agar se encarga desde dentro del vagón a que el oro sea sacado de la caja sin que nadie interfiera. Luego tiran el oro robado a un cómplice en medio del viaje, el cual luego lo recoge, dejando luego en la caja plomo que habían infiltrado en el tren para que nadie pueda enterarse de lo ocurrido hasta que sea demasiado tarde.
Sin embargo, la policía consigue recibir casualmente información del venidero robo y, aunque no pueden evitar el robo, consiguen identificar a Pierce como el ladrón después del robo y arrestarlo antes de que Miriam pueda recogerlo para llevarlo luego a un lugar seguro. Aun así, la policía no puede encontrar el oro. 
Es juzgado por el crimen, en la que él presume del robo que hizo. Tampoco muestra ningún remordimiento al respecto y pone claro que solo lo hizo por el dinero que iba a robar y para demostrar que puede hacerse. Lo condenan a 20 años de cárcel por ello. Sin embargo, él planeó su huida mientras tanto con la ayuda de su mujer y Agar y lo hace cuando lo quieren llevar a prisión delante de todos. Se van a lugar seguro al respecto, mientras que la multitud de gente que observó el juicio alaba a Pierce histéricamente por haber conseguido tal proeza.

## Reparto
| Actor             | Personaje     |
| ----------------- | ------------- |
| Sean Connery      | Edward Pierce |
| Donald Sutherland | Agar          |
| Lesley-Anne Down  | Miriam        |
| Alan Webb         | Trent         |
| Malcolm Terris    | Fowler        |
| Robert Lang       | Sharp         |
| Michael Elphick   | Burgess       |

## Producción
La obra cinematográfica fue hecha en Irlanda, particularmente en Dublín, Cork y Naas. Cabe destacar, que las escenas arriesgadas de Pierce las hizo Sean Connery en persona. Sin embargo, también hay que añadir que esas escenas fueron mucho más peligrosas de lo esperado, ya que el tren iba a 55 millas por hora en vez de 35 millas por hora cuando Sean Connery hizo la correspondiente labor.
Al final la película costó solo 6 millones de dólares, una suma muy modesta tomando en consideración el reparto y el lujoso diseño de producción que tuvo.

## Recepción
La película fue un relativo éxito de taquilla, recaudando más de 20 millones de dólares de la época. Su presupuesto fue de 6 millones.
Hoy en día el largometraje ha sido valorado por los portales cinematográficos y por la crítica profesional. En IMDb, con 18 452 votos registrados al respecto, la película obtiene en ese portal una media ponderada de 6,9 sobre 10. En Rotten Tomatoes tiene la consideración de «fresco» para el 74% de los 27 críticos que la han valorado. Llegan a la conclusión conjunta de que, a pesar de ser lento y demasiado hablador al principio, el final resulta ser muy bien escenificado, valorando además las buenas actuaciones de Sean Connery y de Donald Sutherland. Le dan un promedio de 6,5 de 10 respecto a la obra cinematográfica. El 69% de las más de 5.000 valoraciones de los usuarios también califican el filme como fresco, dándole una valoración de 3,6 de 5 como media total.